# Сеймур (Коннектикут)
Сеймур (англ. Seymour) — місто (англ. town) в США, в окрузі Нью-Гейвен штату Коннектикут. Населення — 16 748 осіб (2020).

## Демографія
Згідно з переписом 2010 року, у місті мешкало 16 540 осіб у 6654 домогосподарствах у складі 4453 родин. Було 6968 помешкань
Расовий склад населення:
| - 92,4 % — білих - 2,6 % — чорних або афроамериканців - 2,2 % — азіатів - 0,2 % — корінних американців - 1,2 % — осіб інших рас |

До двох чи більше рас належало 1,4 %. Частка іспаномовних становила 6,4 % від усіх жителів.
За віковим діапазоном населення розподілялося таким чином: 21,9 % — особи молодші 18 років, 63,9 % — особи у віці 18—64 років, 14,2 % — особи у віці 65 років та старші. Медіана віку мешканця становила 41,6 року. На 100 осіб жіночої статі у місті припадало 94,6 чоловіків;  на 100 жінок у віці від 18 років та старших — 92,6 чоловіків також старших 18 років.
Середній дохід на одне домашнє господарство  становив 94 195 доларів США (медіана — 75 550), а середній дохід на одну сім'ю — 116 597 доларів (медіана — 100 307). Медіана доходів становила 67 210 доларів для чоловіків та 51 719 доларів для жінок. За межею бідності перебувало 4,7 % осіб, у тому числі 5,0 % дітей у віці до 18 років та 3,5 % осіб у віці 65 років та старших.
Цивільне працевлаштоване населення становило 8998 осіб. Основні галузі зайнятості: освіта, охорона здоров'я та соціальна допомога — 23,0 %, виробництво — 15,6 %, роздрібна торгівля — 10,8 %, науковці, спеціалісти, менеджери — 10,0 %.